# Buẓa
El buẓa (en árabe, بوظة «helado») también llamado helado árabe (بوظة عربي) es un helado a base de mástique. Es elástico, viscoso y resistente a la fusión en los climas cálidos del mundo árabe, donde se lo encuentra con mayor frecuencia.
El buẓa se hace generalmente y tradicionalmente con sahlab o salep, lo que le proporciona la capacidad de resistir la fusión. El sahlab también es un ingrediente principal en la versión turca de este estilo de helado llamado Maraş dondurması.

## Historia

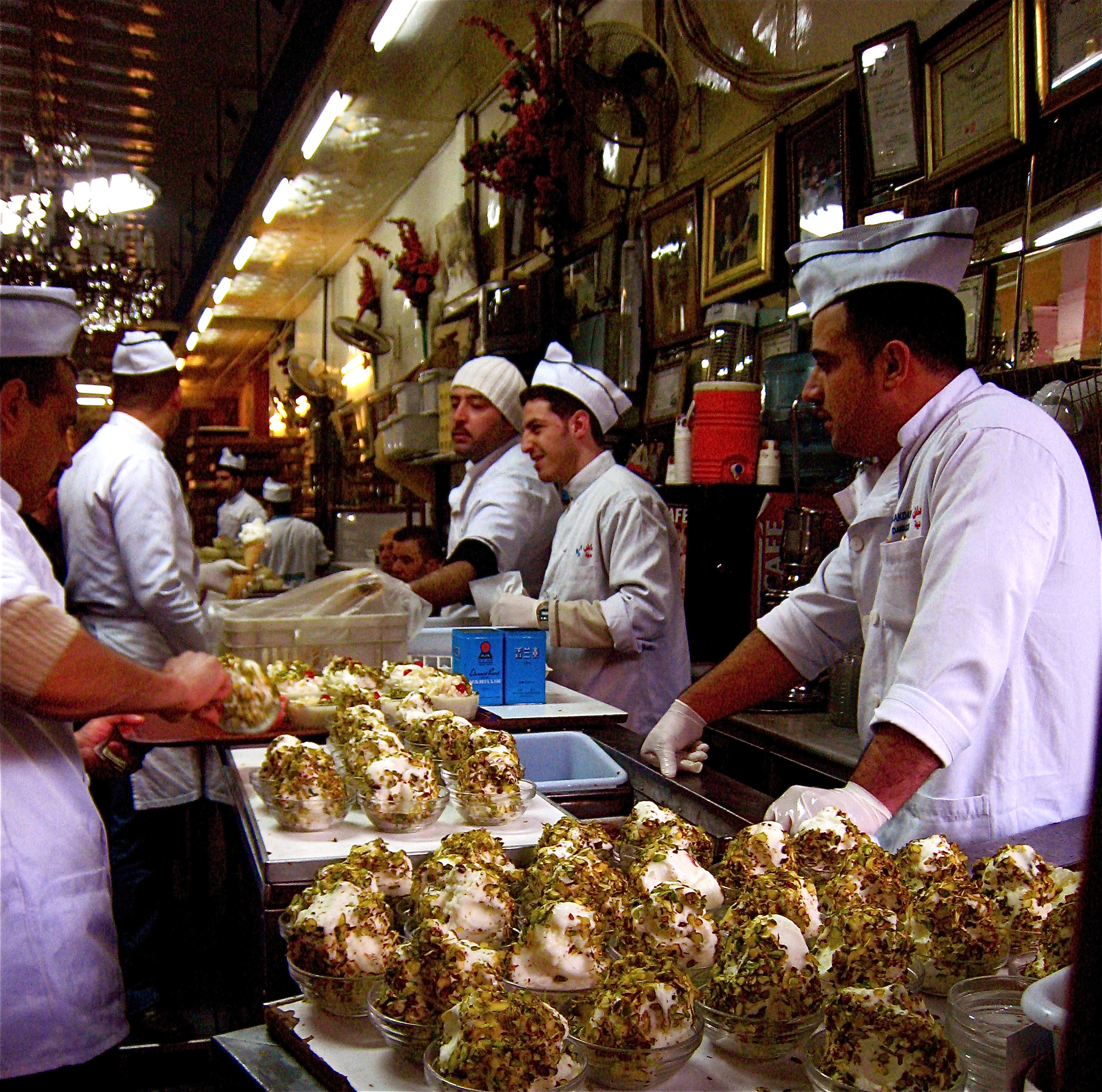
Heladeros de buẓa en Bakdash (Damasco).

Se dice que nació en el Zoco Al-Hamidiyah, en la ciudad vieja de Damasco, donde hay una tienda de helados llamada Bakdash que se estableció en 1885 y es conocida en todo el mundo árabe por su buẓa. Es una atracción popular para los turistas también. En 2011, un grupo empresario australiano creó la primera versión empaquetada de buẓa.

## Consumo y cultura
El helado árabe o buẓa consigue su particular textura gracias a la mezcla de resina de lentisco (mástique) y sahlab, pero además por su característico proceso de cocinado en grandes recipientes profundos, donde la masa helada es golpeada una y otra vez como si fuese un mortero. Se considera un arte cuando los heladeros profesionales preparan buẓa, golpeando el helado a ritmo como si de varios tambores se tratase.